# Гуго I (граф Ретеля)
Гуго I де Ретель (фр. Hugues Ier de Rethel) (ок. 1045/1055 — 28 декабря около 1118 года) — граф Ретеля с ок. 1081, сын Манассии III и Юдит.

## Биография
О правлении Гуго известно очень мало. Родился он вероятно между  1045 и 1055 годами. Впервые имя графа Гуго появляется в уставе, датированном 26 сентября 1081 года, в котором говорится о восстановлении привилегий, данных графом Ретеля Манассией. Возможно Гуго унаследовал Ретель после смерти отца именно в этом году.
В дальнейшем имя Гуго стоит в уставах, датированными 1094 и 1097 годами. Последний раз в источниках он упоминается в уставе о пожертвовании, датированном 1117 годом. Согласно поминальному списку аббатства Сен-Реми-де-Реймс, Гуго умер 28 декабря.
Вильгельм Тирский утверждает, что Гуго наследовал его сын Манассия, однако другие источники утверждают, что тот умер раньше отца. Поскольку второй сын, Балдуин, отправился в Крестовый поход и остался в Иерусалимском королевстве, Ретель унаследовал следующий сын — Жерве, который первоначально предназначался для церковной карьеры.

## Браки и дети
Вильгельм Тирский указывает, что жену Гуго звали Мелисендой, но не указывает её происхождение. Но в другом месте своей хроники Вильгельм Тирский указывает, что мать графа Эдессы Жослена де Куртене была сестрой матери Бодуэна де Бурка. На основании этого, исследователи пришли к выводу, что Мелисенда была дочерью Ги I де Монлери от брака с Одерной де Гомец-ла-Ферте.
От этого брака родились:
- Манассия (ум. до 1115)[1];
- Жерве (ум. до 1124), избранный архиепископ Реймса, граф Ретеля с ок. 1118, избранный епископ Руана 1120;
- Балдуин II де Бурк по прозвищу «Жало» (ок. 1075/1085 — 21 августа 1131), граф Эдессы 1100—1118, король Иерусалима с 1118
- Матильда, графиня Ретеля с ок. 1124; муж: Эд (ум. ок. 1158), шателен де Витри, граф Ретеля с ок. 1124
- Одерна; 1-й муж: Эрибранд II де Йерж (ум. 1114), шателен де Буйон; 2-й муж: Рожер Салернский (? — 28 июня 1119), князь Салерно, регент Антиохии с 1112
- Сесилия (ум. после 1126); муж: с ок. 1101/1104 Левон I (ум. 14 октября 1140), князь Киликии